# Iva Zanicchi
Iva Zanicchi [ˈiːva dzaˈnikki] (Ligonchio, 18 de janeiro de 1940) é uma cantora e política italiana.
Conhecida como a Águia de Ligonchio, ela faz parte do quinteto das grandes vozes femininas italianas dos anos sessenta e setenta, com Mina, Milva, Patty Pravo, Orietta Berti, Ornella; Iva já se apresentou em alguns dos mais importantes teatros internacionais, como o Madison Square Garden em Nova York, o Olympia em Paris, a Sydney Opera House e o Colón Theater em Buenos Aires.

## Biografia
Iva Zanicchi nasceu em Ligonchio, na província de Reggio Emilia para Zefiro (1909-2004) e Elsa Raffaelli (1914-2010). Sua carreira começou em 1962 no Castrocaro Music Festival, onde conquistou o terceiro lugar. Ela ganhou o festival de música Sanremo em 1967 com "Non pensare a me", em 1969 com "Zingara" e novamente em 1974 com "Ciao cara, venha stai?". Zanicchi é a única cantora a ganhar o prêmio do festival três vezes. Em 1969, ela representou a Itália no Eurovision Song Contest em Madrid com "Due grosse lacrime bianche", terminando em 13º lugar. Representou a Itália no V Festival Internacional da Canção no Rio com Tu não-sei più innamorato di me em 1970. Um concerto no Paris Olympia e uma turnê (Estados Unidos, Canadá, América do Sul e União Soviética) seguiram-se. Zanicchi mais tarde também visitou a Austrália e o Japão. Trabalhou com Mikis Theodorakis, Charles Aznavour e Luigi Tenco, e fez inúmeras gravações. 
De 1987 a 2000 Zanicchi apresentou o programa de televisão OK, il Prezzo è Giusto!, a versão italiana de The Price Is Right como a única apresentadora feminina na história do game show mundial.
Em 2004, ela foi uma das candidatas da Forza Italia nas eleições para o Parlamento Europeu, conquistando 35.000 votos, insuficientes para ser eleita. No entanto, ela herdou a cadeira em Estrasburgo em maio de 2008, quando Mario Mantovani deixou o Parlamento Europeu para se tornar senador. Ela foi confirmada em suas funções durante as eleições europeias de junho de 2009, candidata ao Povo da Liberdade, então derrotada sob o mesmo rótulo em maio de 2014, ela se aposentou da vida política

## Festival di Sanremo
Iva participou de 11 festivais de San Remo sendo a mulher que, na história da música italiana, ganhou mais edições do Festival, três vezes (1967, 1969, 1974).
Em 1967 a canção vencedora foi Non pensare a me cantada por Claudio Villa e Iva Zanicchi, que venceu por apenas dois pontos a frente  atrás da segunda classificada, até o momento o mínimo histórico de todos os Festivais dos quais a pontuação final foi conhecida.
Em 1969 venceu o festival com Bobby Solo com a música Zingara, que mais tarde se tornou um clássico da música italiana.
Em 1974 venceu o Festival com Ciao cara come stai?
Em 2003 retornou à competição no Festival de Sanremo, 19 anos após sua última participação. Apresenta Fossi un tango, escrito por Loriana Lana e Aldo Donati. A canção termina em último lugar no geral.
Em 2009 ela ainda está competindo no Festival de Sanremo, com a música Ti voglio senza amore, escrita por Franco Fasano e Fabrizio Berlincioni mas, na primeira noite, ela é eliminada da competição.
Em 4 de dezembro, sua participação como cantora na competição no Festival de Sanremo 2022 foi anunciada no TG1, treze anos após a última; em 15 de dezembro, durante Sanremo jovem anuncia que o título da canção é Voglio amarti. De 2 a 5 de fevereiro ele participa da 72ª edição do Festival de Sanremo, apresentando a canção Voglio amarti, que ocupa a décima oitava posição na classificação geral
- 1965 - I tuoi anni più belli (Mogol - Gaspari - Polito), empatada com Gene Pitney (Sem Colocação)
- 1966 - La notte dell'addio (Diverio - Alberto Testa), empatada com Vic Dana (13ª colocação)
- 1967 - Non pensare a me (Alberto Testa - Eros Sciorilli), empatada com Claudio Villa (1ª colocação)
- 1968 - Per vivere (Nisa - Umberto Bindi), in coppia con Udo Jürgens (NF)
- 1969 - Zingara (Luigi Albertelli - Enrico Riccardi), empatada com Bobby Solo (1ª colocação)
- 1970 - L'arca di Noè (Sergio Endrigo), empatada com Sergio Endrigo (3ª colocação)
- 1974 - Ciao cara come stai? (Dinaro - Claudio  Daiano - Italo Janne - Cristiano Malgioglio) (1ª colocação)
- 1984 - Chi (mi darà) (U. Balsamo - Cristiano Malgioglio - Umberto Balsamo) (9ª colocação)
- 2003 - Fossi un tango (Loriana Lana - Aldo Donati) (20ª colocação)
- 2009 - Ti voglio senza amore (Gianfranco Fasano - Fabrizio Berlincioni) (eliminada)
- 2022 - Voglio amarti (Italo Janne - Vito Mercurio - Celso Valli - Emilio Di Stefano) (18ª colocação)

## Filmografia

### Cinema
- Le italiane e l'amore, de vários diretores (1961)
- La notte dell'addio, dirigido por Renato Borraccetti (1967)
- Una ragazza tutta d'oro, dirigido por Mariano Laurenti (1967)
- 28 Minutos por 3 Milhões de Dólares, dirigido por Maurizio Pradeaux (1967)
- La carpa del amor, dirigido por Julio Porter (1979)
- L'ultimo capodanno, dirigido por Marco Risi (1998)
- W gli sposi, dirigido por Valerio Zanoli (2017)
- Spera Teresa, dirigido por Damiano Giacomelli (2019) - Curta-metragem

### Televisão
- Gli amici del bar, dirigido por Maurizio Corgnati (Programma Nazionale, 1971) - Roteiro de TV
- I tre moschettieri, dirigido por Beppe Recchia (Canale 5, 1991) - Roteiro de TV
- L'Odissea, dirigido por Beppe Recchia (Canale 5, 1991) - Roteiro de TV
- Caterina e le sue figlie, dirigido por Fabio Jephcott (Canale 5, 2005-2010) - Série de TV
- L'ispettore Coliandro, dirigido por Manetti Bros. episódio 7x03 (Rai 2, 2018) - Série de TV

## Teatro
- 1973 - 1974: Tra noi (performance teatral com Walter Chiari e Tony Renis)
- 1976: I sette peccati capitali (balé cantado a textos de Bertold Brecht)
- 2015 - 2017: Tre donne in cerca di guai (comédia com Corinne Cléry e Barbara Bouchet dirigida por Nicasio Anzelmo)
- 2017 - 2018: Due donne in fuga (comédia com Marisa Laurito dirigida por Nicasio Anzelmo)
- 2018: Una vita da Zingara  (turnê teatral dirigida por Giampiero Solari e Paola Galassi)
- 2018 - 2019: “MEN IN ITALY” The Musical Fashion Show (musical dirigido por Alfonso Lambo)
- 2019: Sono nata di luna buona (turnê teatral dirigida por Cristina Redini)
- 2021: Le convenienze ed inconvenienze teatrali de G. Donizetti (dramaturgia di Alberto Mattioli), participação extraordinária na estreia de 19 de novembro de 2021.

## Discografia

### Álbuns
- 1965 Iva Zanicchi
- 1967 Fra noi
- 1968 Unchained Melody
- 1970 Iva senza tempo
- 1970 Caro Theodorakis... Iva
- 1971 Caro Aznavour
- 1971 Shalom
- 1972 Fantasia
- 1972 Dall'amore in poi
- 1973 Le giornate dell'amore
- 1973 Dolce notte santa notte (album natalizio)
- 1974 Io ti propongo
- 1974 ¿Chao Iva còmo estas? (1° album in spagnolo, per il mercato latino)
- 1975 Io sarò la tua idea
- 1976 Confessioni
- 1976 The Golden Orpheus '76 (live in Bulgaria)
- 1976 Cara Napoli
- 1978 Con la voglia di te
- 1978 Playboy
- 1980 D'Iva
- 1980 D'Iva (in spagnolo) (2° album in spagnolo, per il mercato latino)
- 1981 Iva Zanicchi
- 1981 Nostalgias (3° album in spagnolo, per il mercato latino)
- 1982 Yo, por amarte (4° album in spagnolo, per il mercato latino)
- 1984 Quando arriverà
- 1984 Iva 85
- 1987 Care colleghe
- 1988 Nefertari
- 1991 Come mi vorrei
- 2003 Fossi un tango
- 2009 Colori d'amore
- 2013 In cerca di te

### Singles (Itália)
- 1963 Zero in amore / Come un tramonto
- 1963 Tu dirai/Sei ore
- 1964 Come ti vorrei/La nostra spiaggia
- 1964 Credi/Resta sola come sei
- 1964 Come ti vorrei / Chi potrà amarti
- 1965 I tuoi anni più belli / Un altro giorno verrà
- 1965 Accarezzami amore / Mi cercherai
- 1965 Caro mio / Non tornar mai
- 1966 La notte dell'addio / Caldo è l'amore
- 1966 Fra noi / Gold Snake
- 1966 Ma pecché / Tu saje a verità
- 1966 Monete d’oro / Ci amiamo troppo
- 1967 Non pensare a me / Vita
- 1967 Quel momento / Dove è lui
- 1967 Le montagne (ci amiamo troppo) / Vivere non vivere
- 1967 Dolcemente / Come stai bene e tu?
- 1968 Per vivere / Non accetterò
- 1968 Amore amor / Sleeping
- 1968 La felicità / Anche così
- 1968 La felicità / Ci vuole così poco
- 1968 Senza catene / Diverso dagli altri
- 1969 Zingara / Io sogno
- 1969 Due grosse lacrime bianche / Tienimi con te
- 1969 Un bacio sulla fronte / Accanto a te
- 1969 Che vuoi che sia / Perché mai
- 1969 Vivrò / Estasi d'amore
- 1970 L'arca di Noé / Aria di settembre
- 1970 Un uomo senza tempo / Un attimo
- 1970 Un fiume amaro / Il sogno é fumo
- 1970 Un fiume amaro / Tienimi con te
- 1970 Una storia di mezzanotte / Il bimbo e la gazzella
- 1971 La riva bianca,la riva nera / Tu non sei più innamorato di me
- 1971 Coraggio e paura / Sciogli i cavalli al vento
- 1972 Ma che amore / Il mio bambino
- 1972 Nonostante lei / Non scordarti di me
- 1972 Alla mia gente / Dall'amore in poi
- 1972 La mia sera / Il sole splende ancora
- 1972 Mi ha stregato il viso tuo / A te
- 1973 I mulini della mente / Basterà
- 1973 Le giornate dell'amore / Chi mi manca é lui
- 1973 Fred Bongusto:White Crhistmas/ Natale dura un giorno
- 1974 L'indifferenza / Sarà domani
- 1974 Ciao cara come stai? / Vendetta
- 1974 Testarda io / Sei tornato a casa tua
- 1975 Testarda io / E la notte é qui
- 1975 Io sarò la tua idea / Jesus
- 1976 Mamma tutto / Dormi,amore dormi
- 1976 I discorsi tuoi / Confessioni
- 1977 Arrivederci padre / Che uomo sei
- 1977 Munasterio 'e Santa Chiara / 'O destino
- 1977 Mal d'amore / Selvaggio
- 1978 Con la voglia di te / Sei contento
- 1979 Per te / Pronto 113
- 1979 La valigia / Ditemi
- 1979 A parte il fatto / Capirai
- 1981 Ardente / E tu mai
- 1983 Aria di luna / Amico
- 1984 Chi (mi darà) / Comandante
- 1984 Quando arriverà / Sera di vento
- 1985 Da domani senza te / Aria di luna
- 1987 Volo / Uomini e no
- 2001 Ho bisogno di te
- 2009 Ti voglio senza amore